# Cristóbal Mendoza
Cristóbal Mendoza (Trujillo, 23 de junho de 1772 — Caracas, 8 de fevereiro de 1829) foi um político e advogado venezuelano. Durante 5 de março de 1811 e 21 de março de 1812, ocupou o cargo de presidente da Venezuela. Foi o primeiro a ocupar a presidência do país com o fim da Primeira República e do Vice-Reino de Nova Granada, antecedeu Simón Bolívar nesta gestão.